# Pray for Me
"Pray for Me" é uma canção do cantor canadense The Weeknd e do rapper estadunidense Kendrick Lamar, gravada para a trilha sonora do filme Black Panther (2018). Foi composta por ambos em conjunto com Doc McKinney e Frank Dukes, que encarregaram-se de sua produção. A sua gravação ocorreu em 2017 nos estúdios Electric Lady Studios em Nova Iorque, Conway Recording Studios em Los Angeles, Califórnia, e HOB Studios em Nashville, Tennessee. A faixa foi lançada em 2 de fevereiro de 2018 através das gravadoras Top Dawg, Aftermath e Interscope, servindo como o terceiro single do conjunto de músicas para o filme.

## Lista de faixas
| Download digital e streaming |               |         |  |
| N.º                          | Título        | Duração |  |
| 1.                           | "Pray for Me" | 3:31    |  |

## Créditos
Todo o processo de elaboração de "Pray for Me" atribui os seguintes créditos:
Gravação
- Gravada em 2017 nos Electric Lady Studios (Nova Iorque), Conway Recording Studios (Los Angeles, Califórnia) e HOB Studios (Nashville, Tennessee)
- Mixada nos Interscope Studios (Santa Mônica)
- Masterizada nos Berning Grundman Mastering (Hollywood, Califórnia)

Publicação
- Publicada pelas empresas Songs of SMP (ASCAP), Hard Working Black Folks, Inc. (ASCAP), Top Dawg Music (ASCAP), EMI April Music Inc. em nome da EMI Music Publishing, Ltd., Nyanking Music and Shelly Noelle Publishing (ASCAP)  (e Mykai Music — administrada pela Kobalt Songs Music Publishing (ASCAP)
- A participação de Kendrick Lamar é uma cortesia da Top Dawg Entertainment/Aftermath Records/Interscope Records
- A participação de The Weeknd é uma cortesia da XO Records/Republic Records, divisão da UMG Recordings, Inc.

Produção
| - The Weeknd: composição, vocalista principal - Kendrick Lamar: composição, vocalista principal - Frank Dukes: composição, produção - Doc McKinney: composição, produção - Samrawit Hailu: vocalista de apoio - Beatriz Artola: gravação | - Shin Kamiyama: gravação - Mike Sonner: gravação - Jaycen Joshua: mixagem - David Nakaji: assistência de mixagem - Chris Athens: masterização - Mike Bozzi: masterização |

## Desempenho nas tabelas musicais
| Tabela musical (2018)                                  | Melhor posição |
| ------------------------------------------------------ | -------------- |
| Alemanha (Media Control Charts)                        | 24             |
| Austrália (ARIA Charts)                                | 9              |
| Áustria (Ö3 Austria Top 40)                            | 32             |
| Bélgica (Ultratop 50 de Flandres)                      | 22             |
| Bélgica (Ultratop Urban de Flandres)                   | 6              |
| Bélgica (Ultratop 40 da Valônia)                       | 39             |
| Bélgica (Ultratop Urban da Valônia)                    | 11             |
| Canadá (Canadian Hot 100)                              | 5              |
| Dinamarca (Tracklisten)                                | 6              |
| Escócia (The Official Charts Company)                  | 19             |
| Eslováquia (IFPI Slovenská Republika)                  | 8              |
| Espanha (Productores de Música de España)              | 47             |
| Estados Unidos (Billboard Hot 100)                     | 7              |
| Estados Unidos (Top R&B/Hip-Hop Songs)                 | 4              |
| Estados Unidos (Rhythmic Songs)                        | 1              |
| Estados Unidos (Pop Songs)                             | 3              |
| Estados Unidos (Adult Pop Songs)                       | 31             |
| Estados Unidos (Hot Dance Club Songs)                  | 47             |
| Finlândia (IFPI Finlândia)                             | 9              |
| França (Syndicat National de l'Édition Phonographique) | 14             |
| Hungria (Magyar Hanglemezkiadók Szövetsége)            | 36             |
| Irlanda (Irish Recorded Music Association)             | 12             |
| Itália (Federazione Industria Musicale Italiana)       | 72             |
| Líbano (The Official Lebanese Top 20)                  | 2              |
| México (Mexico Airplay)                                | 34             |
| Noruega (VG-lista)                                     | 6              |
| Nova Zelândia (NZ Top 40 Singles)                      | 12             |
| Países Baixos (MegaCharts)                             | 22             |
| Portugal (Associação Fonográfica Portuguesa)           | 10             |
| Reino Unido (UK Singles Chart)                         | 11             |
| Reino Unido (UK R&B Singles Chart)                     | 5              |
| Chéquia (IFPI Česká Republika)                         | 19             |
| Suécia (Sverigetopplistan)                             | 4              |
| Suíça (Schweizer Hitparade)                            | 21             |

| Tabela musical (2018)                  | Posição |
| -------------------------------------- | ------- |
| Austrália (ARIA Charts)                | 71      |
| Austrália (ARIA Urban Singles Chart)   | 24      |
| Canadá (Canadian Hot 100)              | 33      |
| Dinamarca (Tracklisten)                | 75      |
| Estados Unidos (Billboard Hot 100)     | 40      |
| Estados Unidos (Top R&B/Hip-Hop Songs) | 19      |
| Estados Unidos (Rhythmic Songs)        | 8       |
| Estados Unidos (Pop Songs)             | 23      |

| País (Empresa)             | Certificação |
| -------------------------- | ------------ |
| Austrália (ARIA)           | Platina      |
| Canadá (Music Canada)      | 3× Platina   |
| Dinamarca (IFPI Dinamarca) | Ouro         |
| Estados Unidos (RIAA)      | 2× Platina   |
| França (SNEP)              | Ouro         |
| Nova Zelândia (RMNZ)       | Ouro         |
| Reino Unido (BPI)          | Ouro         |
| Suécia (GLF)               | Platina      |

## Histórico de lançamento
| País           | Data                   | Formato                     | Gravadora(s)                       |
| -------------- | ---------------------- | --------------------------- | ---------------------------------- |
| Mundo          | 2 de fevereiro de 2018 | Download digital, streaming | Top Dawg, Aftermath, Interscope    |
| Reino Unido    | 2 de fevereiro de 2018 | Rádios rhythmic             | Top Dawg, XO, Republic, Interscope |
| Países Baixos  | 3 de fevereiro de 2018 | Rádios mainstream           | Universal                          |
| Estados Unidos | 6 de fevereiro de 2018 | Rádios mainstream           | Top Dawg, XO, Republic, Interscope |
| Estados Unidos | 6 de fevereiro de 2018 | Rádios rhythmic             | Top Dawg, XO, Republic, Interscope |
| Reino Unido    | 9 de fevereiro de 2018 | Rádios mainstream           | Top Dawg, XO, Republic, Interscope |
| Itália         | 2 de março de 2018     | Rádios mainstream           | Universal                          |